# شيماء صادق
شيماء صادق هي مذيعة أخبار وصحفية مصرية في قناة القاهرة و الناس. درست نظم المعلومات الإدارية في أكاديمية القاهرة الجديدة. بدأت العمل في قناة مودرن و عملت في الكويت واليمن ثم عادت إلى مصر للعمل في قناة المحور قبل الاستقرار في قناة القاهرة والناس. كان لها تجربة تمثيلية في طيارة ورق عام 2008 و دكتور أمراض نسا عام 2014.

## روابط خارجية
- شيماء صادق على موقع الدهليز
- شيماء صادق على موقع قاعدة بيانات الأفلام العربية